# تأبير ذاتي

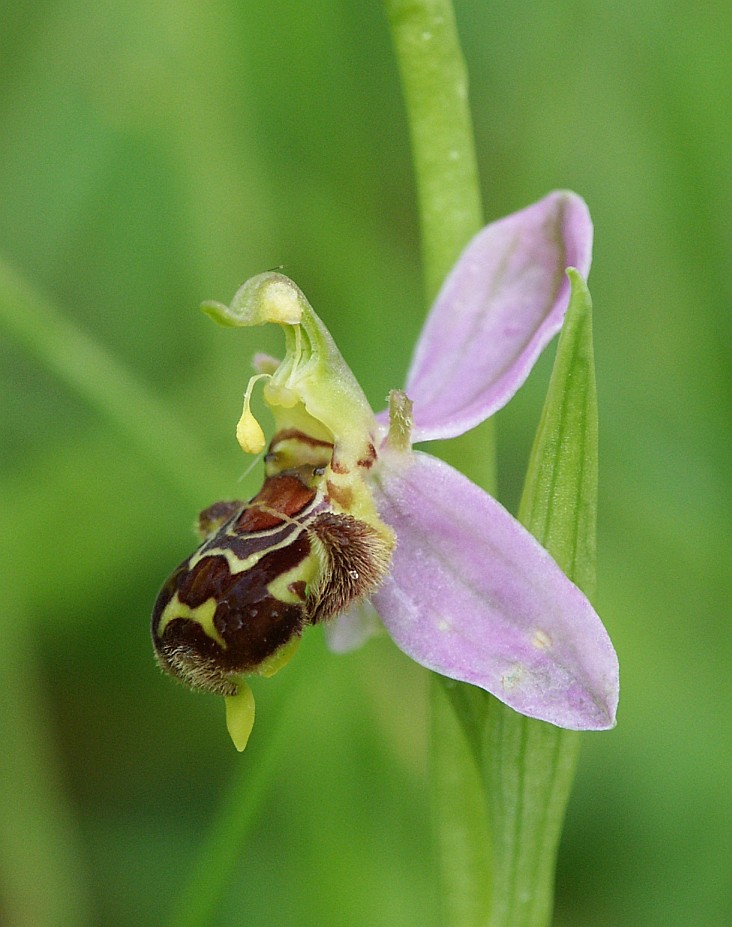

التأبير الذاتي أو التلقيح الذاتي هو أحد أنواع التلقيح الذي ينتقل فيه الطلع من السداة على السِمة في زهرة واحدة،
أو من زهرة إلى أخرى في نفس النبتة. ويحدث التلقيح الذاتي في النبات الذي تحوي زهرته سداة ومدقة في نفس
الوقت، ولا يحتاج إلى ملقح خارجي.